# Związek Komunistów Polskich "Proletariat"
De Unie van Poolse Communisten "Proletariaat" (ZKP "P") (Pools: Związek Komunistów Polskich „Proletariat”) was een communistische partij die in de jaren 1990-2002 in Polen heeft bestaan. De partij beschouwde zichzelf als voortzetting van de Poolse Verenigde Arbeiderspartij (PZPR).
De partij werd opgericht op 7 juli 1990 tijdens een congres in Katowice opgericht en op 28 augustus van dat jaar geregistreerd. Oprichters van de partij waren onder meer Ludwik Hass, geschiedenisprofessor en lid van de Vierde Internationale, en Zygmunt Najdowski, minister van cultuur in de regeringen van Jaroszewicz en Babiuch. Voorzitter van de partij was de hoogleraar Zbigniew Wiktor.
In de jaren 1991-1996 maakte de ZKP „Proletariat” deel uit van de postcommunistische coalitie Alliantie van Democratisch Links (SLD), maar verliet deze uit onvrede over de door de partij als "reactionair" bevonden grondwet. In 2002 werd de partij op grond van art. 13 door de rechter verboden. Het grootste deel van de ZKP „Proletariat” richtte vervolgens in juli van datzelfde jaar een nieuwe partij op, de Communistische Partij van Polen.